# Мумија Хуанита
Мумија Хуанита (енгл. Mummy Juanita) је добро очувано смрзнуто тело девојке која је погинула као жртва боговима Инка између 1450. и 1480. Имала је између 11 и 15 година. Откривена је на планини Ампат у јужном Перуу, 1995. од стране антрополога Јохана Рејнхарда и Мигуел Зарате. Мумија се данас налази у музеју Католичког Универзитета Црне Андске светиње у Арекипи у Перуу. Тело је изазвало сензацију у научном свету због тога што је јако добро очувано. Била је припадница народа Инка.